# Comte de Dumbarton

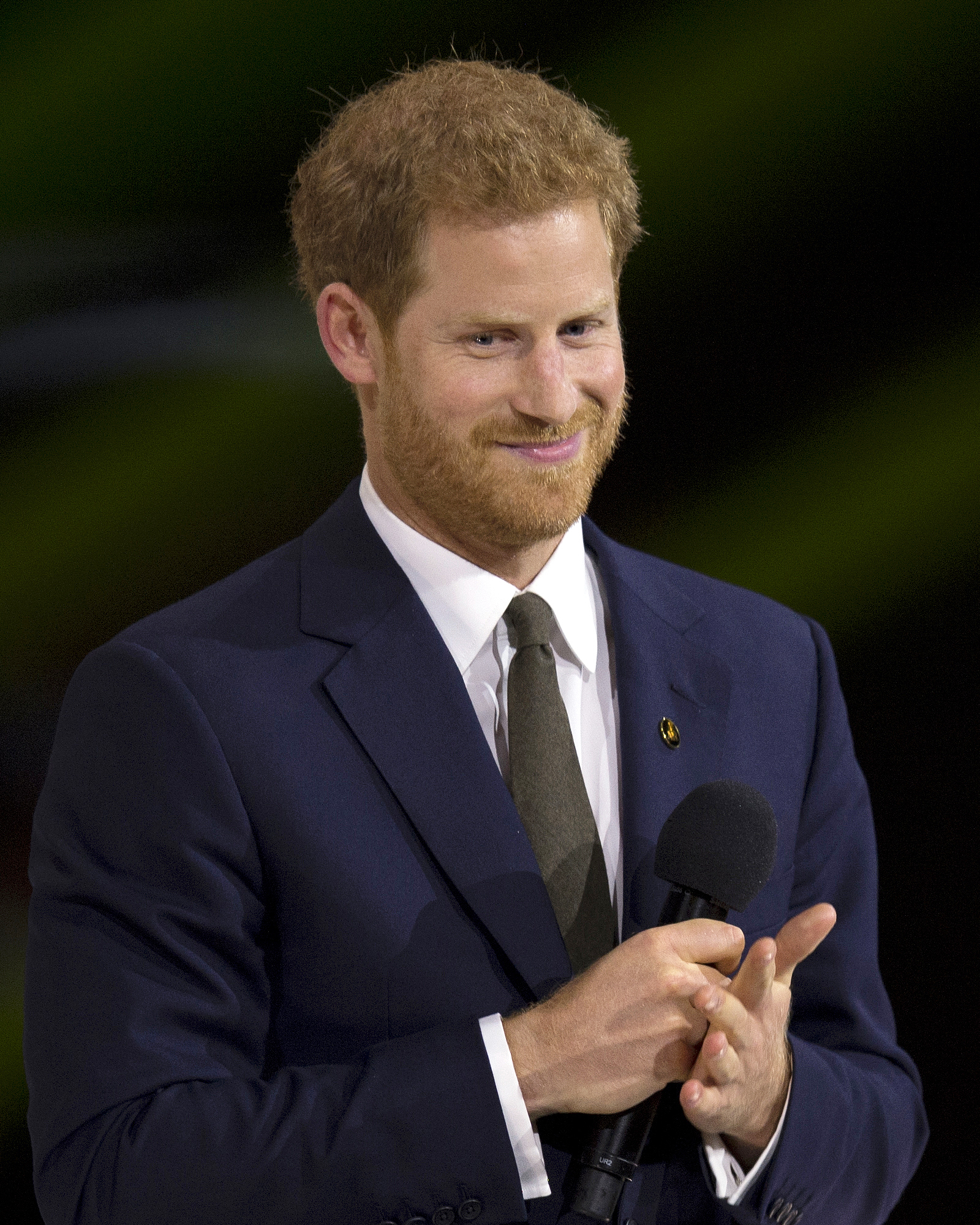
Le prince Harry, actuel comte de Dumbarton.

Armes des Douglas, comtes de Dumbarton (première création).

Le titre de comte de Dumbarton (en anglais Earl of Dumbarton) est un titre de noblesse écossais, faisant référence à la ville de Dumbarton située dans le West Dunbartonshire. Le titre a été créé à deux reprises dans la pairie d'Écosse puis du Royaume-Uni. En 2018, il est attribué au prince Henry, duc de Sussex à l'occasion de son mariage avec Meghan Markle.

## Histoire du titre
Le titre est créé pour la première fois le 9 mars 1675 pour Lord George Douglas, fils de William Douglas, marquis de Douglas, et frère cadet de William Douglas, comte de Selkirk, pour service rendu pendant la guerre de Hollande. Lord Dumbarton est également créé Lord Douglas d'Ettrick. Il épouse Anne Douglas (née Wheatley), sœur de Catherine Percy, elle-même épouse du duc de Northumberland. Leur fils hérite de ces deux titres. Mort sans descendance, ils s'éteignent le 7 janvier 1749,.
Le 19 mai 2018, il est annoncé que le titre serait recréé dans la pairie du Royaume-Uni par la reine Élisabeth II en tant que titre subsidiaire pour son petit-fils, le prince Henry de Galles, premièrement créé duc de Sussex. Le prince Harry et son épouse Meghan Markle, seront respectivement connus en Écosse en tant que comte et comtesse de Dumbarton,.

## Comtes de Dumbarton

### Première création (1675)
Titre subsidiaire : lord Douglas d'Ettrick (1675)
- 1675-1692 : George Douglas (1635–1692), créé comte par le roi Charles II;
- 1692-1749 : George Douglas (en) (1687–1749), fils du précédent.

Pas de descendance

### Seconde création (2018)
Le titre de comte de Dumbarton est créé en tant que titre subsidiaire pour le duc de Sussex (2018)
- Depuis 2018 : Henry du Royaume-Uni (1984-), créé comte par la reine Élisabeth II.